# Christianisme au Kazakhstan

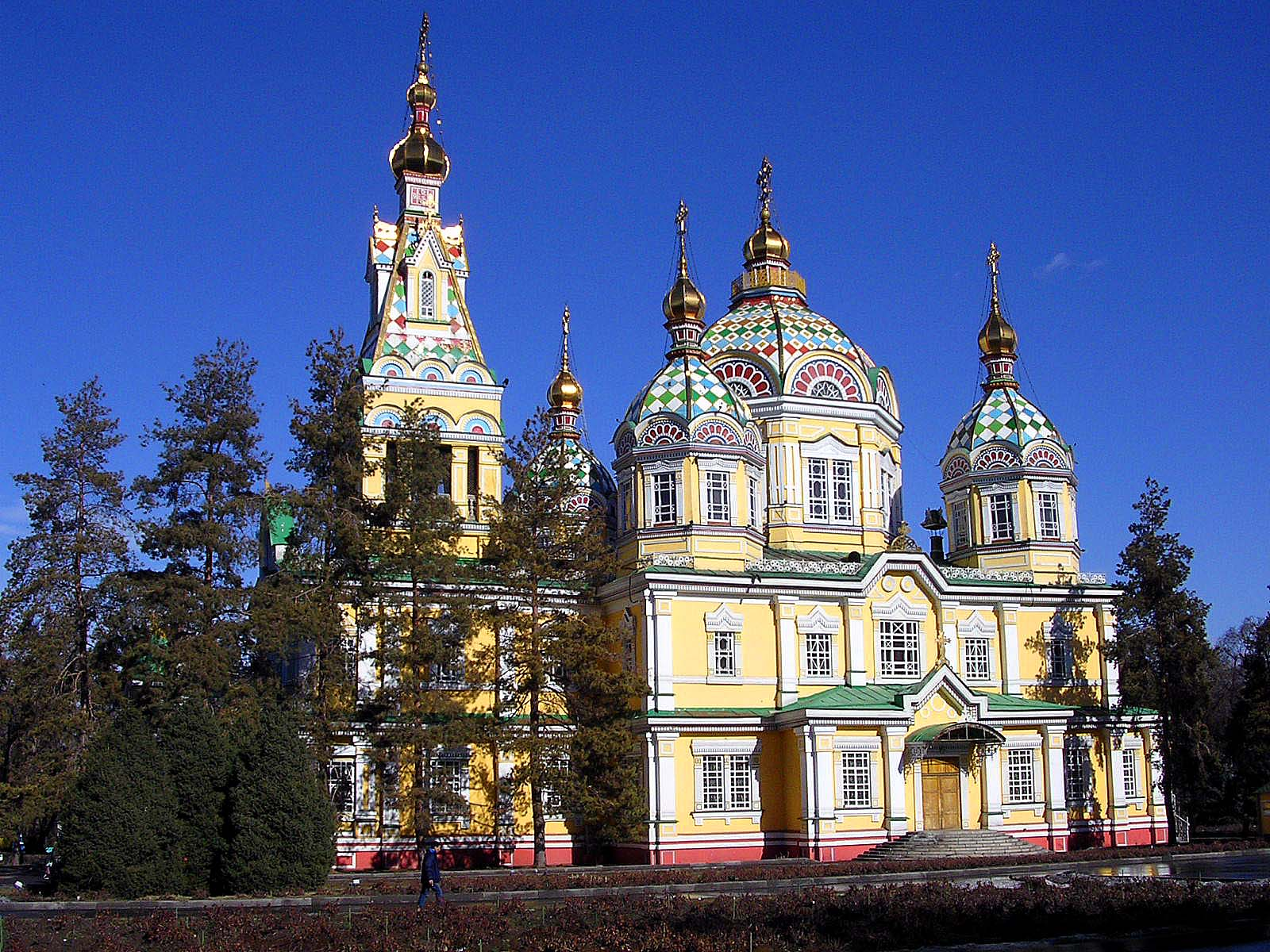
Cathédrale orthodoxe de l'Ascension d'Almaty.

Le christianisme est la deuxième religion du Kazakhstan, après l'islam. Selon le recensement de 2009, il y a environ 4,2 millions de chrétiens au Kazakhstan, qui comptent pour 26 % de la population du pays. 

## L'orthodoxie
Les orthodoxes représentent 21,4 %  de la population du pays. La majorité des chrétiens est donc orthodoxe, d'origine russe, ukrainienne ou biélorusse pour la plupart d'entre eux. L'orthodoxie est reconnue comme une des deux religions principales du Kazakhstan, avec l'islam sunnite. Malgré le déclin démographique de la communauté russophone, l’Église bénéficie depuis 1989 d'un certain dynamisme, et le nombre d'églises orthodoxes a fortement augmenté depuis 1989 (de 90 à 300), dont la cathédrale d'Astana, inaugurée en 2006 . Certaines présentent un intérêt patrimonial important, telle la cathédrale Zenkov d’Almaty, édifiée en 1904, et entièrement construite en bois.

## Le catholicisme

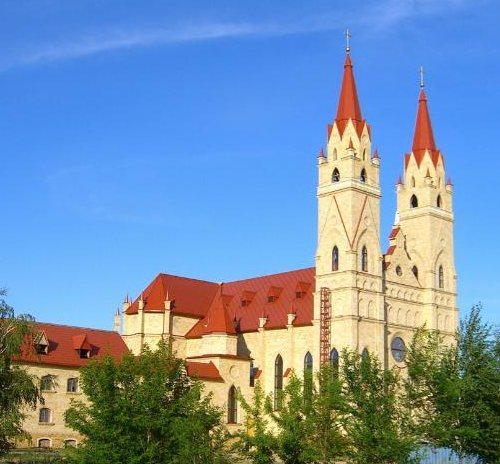
Cathédrale catholique de Karaganda.

Le catholicisme est pratiqué par 2,4 % de la population du  Kazakhstan, en majorité des descendants de Polonais et d'Allemands.  Une centaine d’églises catholiques sont recensées au Kazakhstan. Le territoire est partagé entre l'archidiocèse d'Astana au nord avec ses deux diocèses suffragants : le diocèse de Karaganda (d'où le catholicisme a redémarré dans les années 1990) à l'est et le diocèse d'Almaty au sud. L'ouest du pays est administré par l'administration apostolique d'Atyraou et ne comprend que 3 000 baptisés en 2008. Le sanctuaire national du catholicisme au Kazakhstan est l'église Notre-Dame-de-la-Paix d'Ozernoïe, située dans le Kazakhstan-Septentrional. Le pape Jean-Paul II a visité le Kazakhstan en 2001. L'unique séminaire catholique du pays est le grand séminaire Marie-Mère de l'Église ouvert en 1998 à Karaganda.

## Le protestantisme
Le protestantisme luthérien est la religion traditionnelle de nombreux Allemands, déportés au Kazakhstan en 1941. Depuis 1991, de nombreuses Églises protestantes (Baptistes, Pentecôtistes, Adventistes) se sont installées au Kazakhstan, sur plus de 500 lieux de culte. Certaines font l'objet d'un contrôle de la part du gouvernement kazakh (limitation des visas pour les missionnaires, justifier de plus de 5 000 fidèles), qui souhaite lutter contre la propagation des « sectes » et conserver l'Église orthodoxe comme principal interlocuteur de la communauté chrétienne.  Au total, 2 % de la population du Kazakhstan est protestante ou d’une autre confession chrétienne que catholique ou orthodoxe.

### Articles liés
- Liste des cathédrales du Kazakhstan
- Religion au Kazakhstan
- Allemands du Kazakhstan